# Fred Pentland
Frederick Beaconsfield Pentland (ur. 29 lipca 1883 w Wolverhampton, zm. 16 marca 1962 w Poole) – angielski piłkarz występujący na pozycji napastnika. Trener piłkarski.

## Kariera klubowa
Jako junior Pentland występował w drużynach Avondale Juniors, Willenhall Swifts oraz Small Heath, a jako senior w Blackpool, Blackburn Rovers, Brentford, Queens Park Rangers, Middlesbrough, Halifax Town oraz Stoke.

## Kariera reprezentacyjna
W reprezentacji Anglii Pentland zadebiutował 15 marca 1909 w wygranym 2:0 meczu British Home Championship z Walią. W drużynie narodowej rozegrał łącznie 5 spotkań, wszystkie w 1909 roku.

## Kariera trenerska
W 1914 roku Pentland został selekcjonerem olimpijskiej reprezentacji Cesarstwa Niemieckiego. Po wybuchu I wojny światowej został aresztowany i internowany w Ruhleben, cywilnym obozie w berlińskiej dzielnicy Spandau. Po zakończeniu wojny, Pentland powrócił do Anglii.
W 1920 roku poprowadził reprezentację Francji na Letnich Igrzyskach Olimpijskich, które zakończyła ona na półfinale. W tym samym roku wyjechał do Hiszpanii, gdzie objął posadę trenera Racingu Santander. Pracował tam przez rok. Następnie był szkoleniowcem Athleticu Bilbao. W 1923 roku wygrał z nim Puchar Króla.
W latach 1925–1926 Pentland prowadził Atlético Madryt. Potem również przez rok trenował Real Oviedo, a w 1927 roku wrócił do Atlético i tym razem spędził tam dwa lata. Następnie ponownie został szkoleniowcem Athletiku Bilbao. Dwukrotnie zdobył z tym zespołem mistrzostwo Hiszpanii (1930, 1931), a także czterokrotnie Puchar Króla (1930, 1931, 1932, 1933). Potem wrócił do Atlético Madryt. W latach 1938–1940 prowadził jeszcze angielski Barrow, który był jego ostatnim klubem w karierze.